# Mostek człowieka

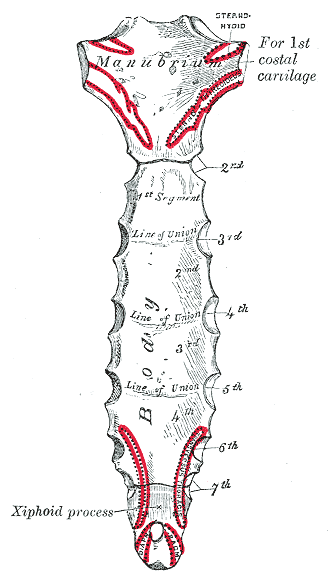
Mostek człowieka.

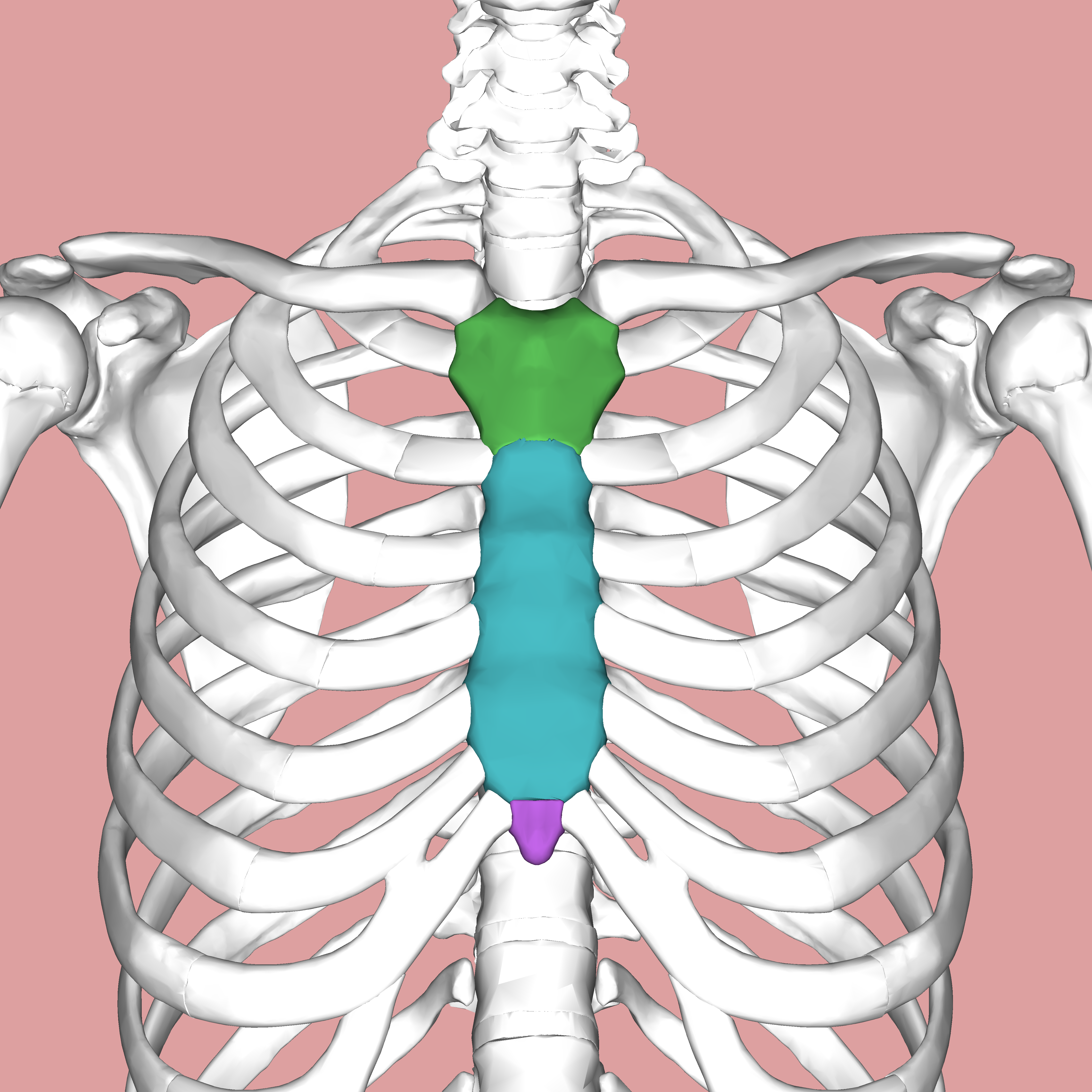
Składowe części mostka: rękojeść (zielony), trzon mostka (niebieski), wyrostek mieczykowaty (fioletowy)

Mostek człowieka

Mostek (ang./łac. sternum) – nieparzysta długa płaska kość stanowiąca środkową część przedniej ściany klatki piersiowej człowieka. U dzieci w miejscu złączenia trzech części mostka występuje chrząstkozrost (ang./łac. synchondrosis), który z wiekiem ulega kostnieniu, zamieniając się w kościozrost. 
Rzutując mostek na kręgosłup, leży on na wysokości od 2.–3. do 9.–10. kręgu piersiowego. Dodatkowo mostek wzmocniony jest silną i bardzo elastyczną błoną (ang. sternal membrane, łac. membranum sterni), która ściśle do niego przylegając zapobiega zapadaniu się mostka podczas złamania, a także zapobiega przebiciu płuca przez złamany mostek. Kształtem zbliżony do krawata zwiększa ochronę serca, płuc i głównych naczyń krwionośnych przed skutkami urazów. Jego trzy części to rękojeść, trzon mostka i wyrostek mieczykowaty. Słowo „mostek” pochodzi od starożytnego greckiego στέρνον (sternon), co oznacza „klatkę piersiową”.

## Budowa
Mostek to wąska, płaska kość, stanowiąca środkową część przedniej części klatki piersiowej. Górna część mostka podtrzymuje obojczyki, a jej krawędzie łączą się z chrząstkami żebrowymi dwóch pierwszych par żeber. Wewnętrzna powierzchnia mostka jest również przyczepem więzadeł mostkowo-osierdziowych. Jego szczyt jest również połączony z mięśniem mostkowo-obojczykowo-sutkowym. Mostek zbudowany jest z istoty gąbczastej zawierającej szpik kostny czerwony, pokrytej cienką warstwą istoty zbitej. Jest ona najgrubsza w górnej części rękojeści. Kształt tej kości od dawna był utożsamiany z krótkim, greckim mieczem. Stąd nazwy dla jego trzech składowych części:
- rękojeść mostka (ang. manubrium of sternum, łac. manubrium sterni) to górna część mostka mająca postać czworokątnej kości płaskiej, do której powierzchni górno-bocznej przyczepiają się obustronnie obojczyki, natomiast do powierzchni bocznej – obustronnie I para żeber. Na brzegu górnym znajduje się płytkie wcięcie szyjne (ang. jugular notch, łac. incisura jugularis, jugulum). Dolny brzeg rękojeści mostka z trzonem mostka łączy się przez chrząstkozrost, który z wiekiem przekształca się w kościozrost. Miejsce połączenia się rękojeści i trzonu mostka wytwarza widoczne u osób szczupłych, a wyczuwalne u wszystkich, poprzeczne wzniesienie nazywane kątem mostka (ang. sternal angle, łac. angulus sterni).
- trzon mostka (and. body of sternum, łac. corpus sterni) to kolejna część mostka, znajduje się poniżej, w miejscu przyczepu II żebra, i ma kształt podłużnej płaskiej kości, do której bocznej powierzchni przyczepiają się żebra III do VI, natomiast na wysokości miejsca przyczepu VII żebra rozpoczyna się kolejna część mostka:
- wyrostek mieczykowaty (ang. xiphoid process, łac. processus xiphoideus), który jest najmniejszą i najcieńszą kością mostka.

Mostek łączy się z obojczykiem za pomocą stawu mostkowo-obojczykowego (ang. sternoclavicular joint, łac. articulatio sternoclavicularis).

## Deformacje mostka
- klatka piersiowa lejkowata (ang. pectus excavatum, łac. pectus excavatum)
- klatka piersiowa kurza (ang. pectus carinatum, pidgeon chest, łac. pectus carinatum)

## Znaczenie kliniczne
Ponieważ mostek zawiera szpik kostny, jest czasami używany jako miejsce do biopsji szpiku kostnego do badań hematologicznych. W szczególności pacjenci z wysokim BMI (otyłość lub znaczna nadwaga) mogą wykazywać nadmiar tkanki, który utrudnia dostęp do tradycyjnych miejsc biopsji szpiku, takich jak kości miednicy.
Podczas wykonywania operacji kardio-torakochirurgicznych mostek jest rozcinany (pośrodkowa sternotomia), aby uzyskać dostęp do organów klatki piersiowej.
Złamanie mostka jest raczej rzadkie. Może wynikać z urazu, na przykład w przypadku wbicia klatki piersiowej kierowcy w kolumnę kierownicy samochodu w wypadku samochodowym. Najczęstszym miejscem złamań mostka jest kąt mostka. Niektóre badania pokazują, że powtarzające się uderzenia w okolice mostka również spowodowały złamanie mostka. Wiadomo, że miały one miejsce w sportach kontaktowych, takich jak hokej i piłka nożna. Złamania mostka są często związane z podstawowymi urazami, takimi jak stłuczenia płuc lub posiniaczona tkanka płuc.